# Cause for Alarm!
Cause for Alarm! is een Amerikaanse film noir uit 1951 onder regie van Tay Garnett.

## Verhaal
George is invalide sinds zijn hartaanval. Hij denkt dat zijn vrouw en huisarts een moordcomplot tegen hem beramen. Hij verwoordt die vermoedens in een brief. Wanneer George daadwerkelijk sterft, zorgt die brief voor veel ophef.

## Rolverdeling
| Acteur           | Personage          |
| ---------------- | ------------------ |
| Loretta Young    | Ellen Jones        |
| Barry Sullivan   | George Z. Jones    |
| Bruce Cowling    | Dr. Ranney Grahame |
| Margalo Gillmore | Mevrouw Edwards    |
| Brad Morrow      | Hoppy              |
| Irving Bacon     | Mijnheer Carston   |
| Georgia Backus   | Mevrouw Warren     |
| Don Haggerty     | Mijnheer Russell   |
| Art Baker        | Postdirecteur      |
| Richard Anderson | Eenzame zeeman     |